# Алі ібн Юсуф
Алі ібн Юсуф (араб. علي بن يوسف; 1084 —26 січня 1143) — 5-й марокканський емір Альморавідської держави (1106—1143). Емір мусульман. Представник берберської династії Альморавідів. Син марокканського еміра Юсуфа. Спадкоємець престолу з 1102 р. Став новим еміром після смерті батька. Правив з Марокко. Керування ісламською Іспанією здійснював через намісника, брата Таміна. Вій затяжну війну з іберійськими державами, розширив володіння в Іспанії. Контролював Сарагосу в 1110—1118 роках. Спричинив повстання в Кордові (1121). 1122 року фінансував морську виправу на Сицилію. Помер у Марракеші. Також — Алі, син Юсуфа, Алі Юсуфович.

## Біографія

### Початок володарювання
Походив з берберського племені бані-тургут. Син Юсуфа ібн Ташфіна, володаря Альморавідів. Народився у Сеуті у 1084 році. У 1102 році його оголошено спадкоємцем трону. Після смерті батька у 1106 році спав новим правителем Альморавідів.
Сам Алі ібн Юсуф спочатку залишився в столиці Марракеші, призначивши свого старшого брата Абу Тахіра Таміна ібн Юсуфа намісником аль-Андалуса (мусульманська частина Піренейського півострова), свого небожа Ях'ю ібн Абі Бакра ібн Юсуфа — намісником Феса і Тлемсена. У 1107 році особисто прибув до Гранади. Після цього рушив проти барселонського графства, захопивши міста Геліду і Олердолу.
У 1108 році війська на чолі із Таміном ібн Юсуфом рушив на північ, у битві при Уклес завдав нищівної поразки кастильському війську, в якій загинув інфант Санчо, єдиний син короля Альфонсо VI.
У 1109 році Алі ібн Юсуф прибув на Піренеї з новим військом. Зі значними силами він рушив на Кастилію, де захопив Талаверу, замки між містами Ґвадалахара і Мадрид. Слідом за цим взяв в облогу Толедо, але через місяць відступив.
У 1110 році війська Алі рушили на Сарагосу, де правила династія Худідів. Цю тайфу було захоплено. Втім 1111 року Імад ад-даула Абд ал-Малік вступив в союз з Альфонсо I, королем Арагону, намагаючись повернути свої володіння, але невдало. Того ж року Алі ібн Юсуф сплюндрував землі графства Портукаленсе до річки Дору.
У 1114 році Альморавіди завдали поразки кастильцям у битві при Кольменар-де-Ореха, після цього знову взяли в облогу Толедо, але знову невдало. Водночас альморавідські військовики Ібн аль-Хадж та Мухаммед ібн айша рушили проти Барселони, намагаючись захопити це місто, де потрапили у засідку та зазнали поразки. Тоді Алі ібн Юсуф відправив в нову кампанію військо на чолі із Абу Бакром ібн Ібрагімом, чоловіком його сестри, з наказом підкорити Барселонське графство. Втім зазнав поразки від графа Рамона Баранґе III. Але Алі ібн Юсуф продовжував тиснути на Каталонії, змусивши Рамон Баранґе III укласти мир, за яким той погодився сплачувати щорічну данину у 12 тис. динарів.
Того ж року за наказом Алі ібн Юсуфа було повалено Сулаймана з династії Муджахідів, еміра Балеарських островів, поставивши валі (намісника) Ванура ібн Абу Бакра. Водночас північні райони на Піренеях зазнали нападу з боку наварро-арагонських військ, які захопили місто Тудела.
У червні та листопаді 1115 року спроби захопити землі Кастилії були невдалі. Того ж року у битві при Марторелі Альморавіди зазнали поразки від барселонців. У 1116 році вимушений був відбивати напад об'єднаного флоту Пізанської та Генуезької республік, Барселонського графства на Балеарські острови. Втім флоту Альморавідів не вдалося запобігти пограбуванню Майорки та Ібіци.
У 1117 році Алі ібн Юсуф рушив проти Португалії, захопивши важливе місто Коїмбра. Але він не мав надії зберегти ці землі за собою, тому пограбувавши місто й сплюндрувавши навколишні землі, відступив до Севільї. Водночас почався наступ королівства Арагон на землі Альморавідів: у 1118 році Сарагосу було захоплено Альфонсо I Арагонським.
У 1120 році почався наступ арагонських військ на землі в долині Ебро. Отримавши цю звістку Алі ібн Юсуф відправив свого брата Ібрагіма ібн Юсуфа, валі Севільї, збирати війська задля наступу на Арагон. Планувалося перейти у новий наступ і повернути собі Сарагосу, але у битві при Кутанде війська Альморавідів зазнали тяжкої поразки від Альфонсо I (втрати склали близько 20 тис. вояків), відступивши до Валенсії. Це призвело зрештою до втрати міст Кервера, Тудехен, Кастельон, Тарасона, Агреда, Магальон, Борха, Алагон, Новільяс, Маллен, Руеда, Епіла і області Сорія.

### Повстання в Марокко
У 1120 році розпочався рух Мухаммеда ібн Тумарта (засновника династії Альмохадів), що здобув пошану серед містян Марокко. Спочатку прихильним до нього був й Алі ібн Юсуф. Набувши вагу ібн Тумарт 28 листопада 1121 року оголосив себе Махді, продовжуючи проповіді, поширюючи своє вчення.
В цей час Алі ібн Юсуф перебував в Кордові. Після залагодження справ володаря Альморавідів швидко повернувся до Марокко, спрямувавши військовика Абу Бакра ібн Мухаммеда проти послідовників ібн Тумарта, більшість яких було переможено у горах Атласу. Проте частина прихильників ібн Тумарта на чолі із самим проповідником продовжувала чинити спротив до 1130 року.
Тоді 1130 року ібн Тумарт зібрав 40 тис. військо, з яким взяв в облогу Марракеш, столицю Альморавідів, втім Алі ібн Юсуф зміг відбити напад. 12 квітня того ж року Алі ібн Юсуф у битві при Бухайра завдав повсталим нищівної поразки, в результаті чого рух було остаточно придушено.
У 1132 році почалося нове повстання на чолі із Абд аль-Муміном, прихильником загиблого проповідника ібн Тумарта. У 1133 році Альморавіди втратили область Драа і Сус, 1140 року — хребти Атлас та Тафілальт, 1142 року — область Ер-Ріф, міста Оран та Таса.

### Протистояння з християнами
У 1121 році проти влади Альморавідів повстало населення Кордови, незадоволене великими податками та діями валі Абу Ях'ї. У відповідь з військом прибув Алі ібн Юсуф, але зміг домовитися з повсталими завдяки посередництву знаті та духівництво, віддавши наказ зменшити податки та покарати здирників. У 1122 році спроба захопити Барселону завершилася поразкою. У 1123 році вдалося відбити наступ Арагону на область Пенья Каділья.
У 1125—1126 роках арагонці атакували Валенсію, Мурсію, Гранаду. Тамін ібн Юсуф, намісник останньої, зумів зібрати значні сили. Алі ібн Юсуф спрямував на допомогу війська з Марокко. Зрештою в боях вдалося змусити Альфонсо I відступити до своїх володінь, але до нього приєдналося близько 10 тис. християн. За цих обставин Алі ібн Юсуф виявив недовіру до рештки християн, наказавши більшу частину мосарабів пересилити до північної Африки.
У 1126 році Ташфін ібн Алі, син володаря Альморавідів, завдав поразки кастильським військам у битві при Толедо, сплюндрувавши низку фортець. Того ж року почалося потужне повстання у східному Алжирі, яке ледве вдалося придушити. Водночас Алі ібн Юсуф розпочав будівництво великої оборонної стіни навколо столиці Марракеша, що коштувало 70 тис., динарів. У 1128 році Ташфін ібн Алі здійснив ще один успішний грабіжницький похід до Кастилії.
У 1129 році було втрачено міста Моліна й Монсон, у битві при Альзірі (неподалік від Валенсії) війська Альморавідів зазнали нової поразки від Альфонсо I, короля Арагону. Втім залога Валенсії відбила спробу штурму. З огляду на початок протистояння між Арагоном і Кастилієм, було укладено перемир'я між Алі ібн Юсуфом і Арагоном.
У 1130 році почалася нова війна з Арагоном. Алі ібн Юсуф вдерся на землі цього королівства, завдавши поразки християнам на чолі із віконтом Гастоном де Беарном. У 1132 році Ташфін ібн Алі рушив на Кастилію, захопивши місто Сан-Естебан-де-Гормас, потім завдав поразки кастильцям. У червні того ж року місто Севілья було атаковано графом Родріго Гонсалесом де Лара, при цьому Омар бін аль-Хадж, валі міста, зазнав поразки під стінами Севільї. На допомогу місту рушив Ташфін ібн Алі. У відповідь Альфонсо I Арагонським у 1133 році було взято в облогу м. Тортоса, але без успіху. Того ж року зазнали нападу з боку Кастилії та Арагону, війська яких пограбували райони Хаєна і Кордови.
У 1134 році місто Бадахос опинилося в облозі війська короля Альфонсо VII Кастильського. На допомогу міста рушив Ташфін ібн Алі, який в жорстокій битві переміг супротивника. Втім Альфонсо VII зміг відступив до своїх володінь.
У 1135 році відбулося потужне повстання мусульман Кордови проти жидів, було вбито багато юдеїв, пограбовано їхній квартал.
У 1139 році війська Алі зазнали поразки у битві при Оріке від військ Афонсу, графа Португалії. Того ж року внаслідок успішних дій Жиралду безстрашного було втрачено міста Сантарен і Евора. Але наступного року вдалося їх відвоювати.
Помер у 1143 році в Марракеші. Владу успадкував син Ташфін ібн Алі.